# Världsmästerskapen i individuellt förföljelselopp
Världsmästerskapen i individuellt förföljelselopp arrangeras av UCI årligen för herrar sedan 1946 och för damer sedan 1958 som en del av Världsmästerskapen i bancykling. Från 1946 till 1991 hölls även mästerskap för herramatörer – från 1972 till 1988 dock ersatta av förföljelseloppet vid Olympiska spelen de år då sådana hölls. Damerna, som inte var professionella vid denna tid, tävlade inte på bana vid OS förrän 1988 och då endast i sprint, men 1992 ingick förföljelselopp vid OS och då hölls inget världsmästerskap i disciplinen för damer. Efter 1992 upphävdes uppdelningen i amatörer och professionella och VM har sedan dess avhållits oberoende av OS.
Herrarna har sedan starten kört 4 000 meter för amatörer och 5 000 meter för professionella, tills klasserna slogs samman 1993 då distansen blev 4 000 meter, medan damerna körde 3 000 meter till 2025, då distansen blev densamma för båda könen (4 000 meter).
Flest titlar på herrsidan har Filippo Ganna med sex, följd av Hugh Porter med fyra, medan på damsidan har Tamara Garkusjina och Rebecca Twigg vunnit sex gånger var.
Ur svensk synvinkel kan nämnas att den enda individuella VM-medalj i bancykling som en svensk (till och med 2024) vunnit är Harald Janemars brons för amatörer 1946 (därtill har tre bröder "Fåglum" assisterade av Jupp Ripfel cyklat hem ett amatörbrons 1968 i lagförföljelselopp).
Likheten mellan individuellt förföljelselopp och individuellt tempolopp på landsväg (även om de senare går över en längre distans och infördes vid världsmästerskapen först 1994) framgår av att det finns tre cyklister som blivit världsmästare i bådadera: Chris Boardman, Bradley Wiggins och Filippo Ganna. Att individuellt tempolopp i sin tur även har betydelse i etapplopp på landsväg framgår av att tre dubbla världsmästare i förföljelselopp även vunnit Grand Tours: Fausto Coppi (två Tour de France och fem Giro d'Italia), Rudi Altig (Vuelta a España 1962) och Bradley Wiggins (Tour de France 2012). På damsidan märks främst Jeannie Longo med tre VM-titlar (plus tre silver och tre brons) i förföljelselopp och fyra i tempolopp (och därtill fem i linjelopp, plus ett OS-guld i denna disciplin).

## Podieplaceringar

### Herrar – professionella/elit
5 000 m till och med 1992, därefter 4 000 m.

| År   | Vinnare            | Tvåa               | Trea                   |
| 1946 | Gerrit Peters      | Roger Piel         | Arne Werner Pedersen   |
| 1947 | Fausto Coppi       | Antonio Bevilacqua | Hugo Koblet            |
| 1948 | Gerrit Schulte     | Fausto Coppi       | Antonio Bevilacqua     |
| 1949 | Fausto Coppi       | Lucien Gillen      | Wim van Est            |
| 1950 | Antonio Bevilacqua | Wim van Est        | Paul Matteoli          |
| 1951 | Antonio Bevilacqua | Hugo Koblet        | Kay Werner Nielsen     |
| 1952 | Sidney Patterson   | Antonio Bevilacqua | Lucien Gillen          |
| 1953 | Sidney Patterson   | Kay Werner Nielsen | Antonio Bevilacqua     |
| 1954 | Guido Messina      | Hugo Koblet        | Lucien Gillen          |
| 1955 | Guido Messina      | René Streheler     | Wim van Est            |
| 1956 | Guido Messina      | Jacques Anquetil   | Kay Werner Nielsen     |
| 1957 | Roger Rivière      | Albert Bouvet      | Guido Messina          |
| 1958 | Roger Rivière      | Leandro Faggin     | Franco Gandini         |
| 1959 | Roger Rivière      | Albert Bouvet      | Jean Brankart          |
| 1960 | Rudi Altig         | Willy Trepp        | Ercole Baldini         |
| 1961 | Rudi Altig         | Willy Trepp        | Leandro Faggin         |
| 1962 | Henk Nijdam        | Leandro Faggin     | Peter Post             |
| 1963 | Leandro Faggin     | Peter Post         | Henk Nijdam            |
| 1964 | Ferdinand Bracke   | Leandro Faggin     | Ercole Baldini         |
| 1965 | Leandro Faggin     | Ferdinand Bracke   | Dieter Kemper          |
| 1966 | Leandro Faggin     | Ferdinand Bracke   | Dieter Kemper          |
| 1967 | Tiemen Groen       | Hugh Porter        | Leandro Faggin         |
| 1968 | Hugh Porter        | Ole Ritter         | Leandro Faggin         |
| 1969 | Ferdinand Bracke   | Hugh Porter        | Peter Post             |
| 1970 | Hugh Porter        | Lorenzo Bosisio    | Charly Grosskost       |
| 1971 | Dirk Baert         | Charly Grosskost   | Hugh Porter            |
| 1972 | Hugh Porter        | Ferdinand Bracke   | Dirk Baert             |
| 1973 | Hugh Porter        | René Pijnen        | Ferdinand Bracke       |
| 1974 | Roy Schuiten       | Ferdinand Bracke   | René Pijnen            |
| 1975 | Roy Schuiten       | Knut Knudsen       | Dirk Baert             |
| 1976 | Francesco Moser    | Roy Schuiten       | Knut Knudsen           |
| 1977 | Gregor Braun       | Knut Knudsen       | Steve Heffernan        |
| 1978 | Gregor Braun       | Roy Schuiten       | Jean-Luc Vandenbroucke |
| 1979 | Bert Oosterbosch   | Francesco Moser    | Herman Ponsteen        |
| 1980 | Anthony Doyle      | Herman Ponsteen    | Hans-Henrik Ørsted     |
| 1981 | Alain Bondue       | Hans-Henrik Ørsted | Bert Oosterbosch       |
| 1982 | Alain Bondue       | Hans-Henrik Ørsted | Maurizio Bidinost      |
| 1983 | Steele Bishop      | Robert Dill-Bundi  | Hans-Henrik Ørsted     |
| 1984 | Hans-Henrik Ørsted | Anthony Doyle      | Jean-Luc Vandenbroucke |
| 1985 | Hans-Henrik Ørsted | Anthony Doyle      | Gregor Braun           |

| År   | Vinnare             | Tvåa               | Trea                  |
| 1986 | Anthony Doyle       | Hans-Henrik Ørsted | Jesper Worre          |
| 1987 | Hans-Henrik Ørsted  | Jesper Worre       | Anthony Doyle         |
| 1988 | Lech Piasecki       | Anthony Doyle      | Jesper Worre          |
| 1989 | Colin Sturgess      | Dean Woods         | Régis Clère           |
| 1990 | Vjatjeslav Jekimov  | Francis Moreau     | Armand de Las Cuevas  |
| 1991 | Francis Moreau      | Shaun Wallace      | Colin Sturgess        |
| 1992 | Mike McCarthy       | Shaun Wallace      | Artūras Kasputis      |
| 1993 | Graeme Obree        | Philippe Ermenault | Chris Boardman        |
| 1994 | Chris Boardman      | Francis Moreau     | Jens Lehmann          |
| 1995 | Graeme Obree        | Andrea Collinelli  | Stuart O'Grady        |
| 1996 | Chris Boardman      | Andrea Collinelli  | Francis Moreau        |
| 1997 | Philippe Ermenault  | Aleksej Markov     | Andrea Collinelli     |
| 1998 | Philippe Ermenault  | Francis Moreau     | Robert Bartko         |
| 1999 | Robert Bartko       | Jens Lehmann       | Mauro Trentini        |
| 2000 | Jens Lehmann        | Stefan Steinweg    | Robert Hayles         |
| 2001 | Oleksandr Symonenko | Jens Lehmann       | Stefan Steinweg       |
| 2002 | Bradley McGee       | Luke Roberts       | Jens Lehmann          |
| 2003 | Bradley Wiggins     | Luke Roberts       | Sergi Escobar         |
| 2004 | Sergi Escobar       | Robert Hayles      | Robert Bartko         |
| 2005 | Robert Bartko       | Sergi Escobar      | Levi Heimans          |
| 2006 | Robert Bartko       | Jens Mouris        | Paul Manning          |
| 2007 | Bradley Wiggins     | Robert Bartko      | Sergi Escobar         |
| 2008 | Bradley Wiggins     | Jenning Huizenga   | Aleksej Markov        |
| 2009 | Taylor Phinney      | Jack Bobridge      | Dominique Cornu       |
| 2010 | Taylor Phinney      | Jesse Sergent      | Jack Bobridge         |
| 2011 | Jack Bobridge       | Jesse Sergent      | Michael Hepburn       |
| 2012 | Michael Hepburn     | Jack Bobridge      | Westley Gough         |
| 2013 | Michael Hepburn     | Martyn Irvine      | Stefan Küng           |
| 2014 | Alexander Edmondson | Stefan Küng        | Marc Ryan             |
| 2015 | Stefan Küng         | Jack Bobridge      | Julien Morice         |
| 2016 | Filippo Ganna       | Domenic Weinstein  | Andrew Tennant        |
| 2017 | Jordan Kerby        | Filippo Ganna      | Kelland O'Brien       |
| 2018 | Filippo Ganna       | Ivo Oliveira       | Aleksandr Jevtusjenko |
| 2019 | Filippo Ganna       | Domenic Weinstein  | Davide Plebani        |
| 2020 | Filippo Ganna       | Ashton Lambie      | Corentin Ermenault    |
| 2021 | Ashton Lambie       | Jonathan Milan     | Filippo Ganna         |
| 2022 | Filippo Ganna       | Jonathan Milan     | Ivo Oliveira          |
| 2023 | Filippo Ganna       | Daniel Bigham      | Jonathan Milan        |
| 2024 | Jonathan Milan      | Josh Charlton      | Daniel Bigham         |

### Herrar – amatörer
4 000 m

| År   | Vinnare           | Tvåa                | Trea                |
| 1946 | Roger Rioland     | Børge Gissel        | Harald Janemar      |
| 1947 | Arnaldo Benfenati | Attilio François    | Knud Andersen       |
| 1948 | Guido Messina     | Jacques Dupont      | Charles Coste       |
| 1949 | Knud Andersen     | Cyril Cartwright    | Aldo Gandini        |
| 1950 | Sidney Patterson  | Aldo Gandini        | Guido Messina       |
| 1951 | Mino De Rossi     | Raphaël Glorieux    | Guido Messina       |
| 1952 | Piet van Heusden  | Mino De Rossi       | Loris Campana       |
| 1953 | Guido Messina     | Loris Campana       | Daniel De Groot     |
| 1954 | Leandro Faggin    | Peter Broterthon    | Norman Sheil        |
| 1955 | Norman Sheil      | Peter Broterthon    | Leandro Faggin      |
| 1956 | Ercole Baldini    | Leandro Faggin      | John Geddes         |
| 1957 | Carlo Simonigh    | Franco Gandini      | Albertus Geldermans |
| 1958 | Norman Sheil      | Philippe Gaudrillet | Carlo Simonigh      |
| 1959 | Rudi Altig        | Mario Vallotto      | Willy Trepp         |
| 1960 | Marcel Delattre   | Henk Nijdam         | Siegfried Köhler    |
| 1961 | Henk Nijdam       | Jacob Oudkerk       | Marcel Delattre     |
| 1962 | Kaj Erik Jensen   | Herman Van Loo      | Jacob Oudkerk       |
| 1963 | Jean Walschaerts  | Stanislav Moskvin   | Hugh Porter         |
| 1964 | Tiemen Groen      | Herman Van Loo      | Jiří Daler          |
| 1965 | Tiemen Groen      | Stanislav Moskvin   | Preben Isaksson     |
| 1966 | Tiemen Groen      | Jiří Daler          | Giorgio Ursi        |
| 1967 | Gert Bongers      | Mogens Frey         | Jiří Daler          |
| 1968 | Mogens Frey       | Xaver Kurmann       | Lorenzo Bosisio     |

| År   | Vinnare                    | Tvåa                       | Trea                       |
| 1969 | Xaver Kurmann              | Bernard Darmet             | Daniel Rebillard           |
| 1970 | Xaver Kurmann              | Ian Hallam                 | Viktor Bykov               |
| 1971 | Martín Emilio Rodríguez    | Josef Fuchs                | Giacomo Bazzan             |
| 1972 | ersatt av olympiska spelen | ersatt av olympiska spelen | ersatt av olympiska spelen |
| 1973 | Knut Knudsen               | Herman Ponsteen            | Ruppert Kratzer            |
| 1974 | Hans Lutz                  | Orfeo Pizzoferrato         | Thomas Huschke             |
| 1975 | Thomas Huschke             | Vladimir Osokin            | Orfeo Pizzoferrato         |
| 1976 | ersatt av olympiska spelen | ersatt av olympiska spelen | ersatt av olympiska spelen |
| 1977 | Norbert Dürpisch           | Uwe Unterwalder            | Daniel Gisiger             |
| 1978 | Detlef Macha               | Norbert Dürpisch           | Uwe Unterwalder            |
| 1979 | Nikolaj Makarov            | Maurizio Bidinost          | Alain Bondue               |
| 1980 | ersatt av olympiska spelen | ersatt av olympiska spelen | ersatt av olympiska spelen |
| 1981 | Detlef Macha               | Dainis Liepiņš             | Maurizio Bidinost          |
| 1982 | Detlef Macha               | Rolf Gölz                  | Mario Hernig               |
| 1983 | Viktor Kupovets            | Bernd Dittert              | Dainis Liepinch            |
| 1984 | ersatt av olympiska spelen | ersatt av olympiska spelen | ersatt av olympiska spelen |
| 1985 | Vjatjeslav Jekimov         | Gintautas Umaras           | Roland Günther             |
| 1986 | Vjatjeslav Jekimov         | Gintautas Umaras           | Dean Woods                 |
| 1987 | Gintautas Umaras           | Vjatjeslav Jekimov         | Arturas Kasputis           |
| 1988 | ersatt av olympiska spelen | ersatt av olympiska spelen | ersatt av olympiska spelen |
| 1989 | Vjatjeslav Jekimov         | Jens Lehmann               | Steffen Blochwitz          |
| 1990 | Jevgenij Berzin            | Valerij Batura             | Mike McCarthy              |
| 1991 | Jens Lehmann               | Michaël Glockner           | Jan-Bo Petersen            |

### Damer
3 000 m till och med 2024, därefter 4 000 m.

| År   | Vinnare                | Tvåa                   | Trea                   |
| 1958 | Ljubov Kotsetova       | Stella Bail            | Kathleen Ray           |
| 1959 | Beryl Burton           | Elsy Jacobs            | Ljubov Kotsetova       |
| 1960 | Beryl Burton           | Marie-Thérèse Naessens | Ljubov Sjogina         |
| 1961 | Yvonne Reynders        | Beryl Burton           | Marie-Thérèse Naessens |
| 1962 | Beryl Burton           | Yvonne Reynders        | Lidia Tichomirova      |
| 1963 | Beryl Burton           | Yvonne Reynders        | Ljubov Zadorozjnaja    |
| 1964 | Yvonne Reynders        | Beryl Burton           | Aino Puronen           |
| 1965 | Yvonne Reynders        | Hannelore Mattig       | Aino Puronen           |
| 1966 | Beryl Burton           | Yvonne Reynders        | Hannelore Mattig       |
| 1967 | Tamara Garkusjina      | Raisa Obodovskaja      | Beryl Burton           |
| 1968 | Raisa Obodovskaja      | Beryl Burton           | Keetie van Oosten-Hage |
| 1969 | Raisa Obodovskaja      | Tamara Garkusjina      | Keetie van Oosten-Hage |
| 1970 | Tamara Garkusjina      | Raisa Obodovskaja      | Beryl Burton           |
| 1971 | Tamara Garkusjina      | Keetie van Oosten-Hage | Iva Zajíčková          |
| 1972 | Tamara Garkusjina      | Keetie van Oosten-Hage | Lubov Zadoroznaya      |
| 1973 | Tamara Garkusjina      | Keetie van Oosten-Hage | Beryl Burton           |
| 1974 | Tamara Garkusjina      | Valentina Smirnova     | Keetie van Oosten-Hage |
| 1975 | Keetie van Oosten-Hage | Mary Jane Reoch        | Beryl Burton           |
| 1976 | Keetie van Oosten-Hage | Luigina Bissoli        | Mary Jane Reoch        |
| 1977 | Vera Kuznesjova        | Anne Riemersma         | Karen Strong           |
| 1978 | Keetie van Oosten-Hage | Anne Riemersma         | Luigina Bissoli        |
| 1979 | Keetie van Oosten-Hage | Anne Riemersma         | Luigina Bissoli        |
| 1980 | Nadezjda Kibardina     | Karen Strong           | Petra de Bruin         |
| 1981 | Nadezjda Kibardina     | Tamara Poljakova       | Jeannie Longo          |
| 1982 | Rebecca Twigg          | Connie Carpenter       | Jeannie Longo          |
| 1983 | Connie Carpenter       | Cynthia Olavarri       | Jeannie Longo          |
| 1984 | Rebecca Twigg          | Jeannie Longo          | Rossella Galbiati      |
| 1985 | Rebecca Twigg          | Jeannie Longo          | Margaret Maass         |
| 1986 | Jeannie Longo          | Rebecca Twigg          | Barbara Ganz           |
| 1987 | Rebecca Twigg          | Jeannie Longo          | Melissa Mayfield       |
| 1988 | Jeannie Longo          | Barbara Ganz           | Melissa Mayfield       |
| 1989 | Jeannie Longo          | Petra Rossner          | Barbara Ganz           |
| 1990 | Leontien van Moorsel   | Madonna Harris         | Barbara Ganz           |

| År   | Vinnare                       | Tvåa                          | Trea                       |
| 1991 | Petra Rossner                 | Janie Eickhoff                | Marion Clignet             |
| 1992 | Ersatt av olympiska spelen    | Ersatt av olympiska spelen    | Ersatt av olympiska spelen |
| 1993 | Rebecca Twigg                 | Marion Clignet                | Janie Eickhoff             |
| 1994 | Marion Clignet                | Svetlana Samochvalova         | Janie Eickhoff             |
| 1995 | Rebecca Twigg                 | Antonella Bellutti            | May Britt Våland           |
| 1996 | Marion Clignet                | Lucy Tyler                    | Antonella Bellutti         |
| 1997 | Judith Arndt                  | Natalja Karimova              | Yvonne McGregor            |
| 1998 | Lucy Tyler-Sharman            | Leontien Zijlaard-van Moorsel | Judith Arndt               |
| 1999 | Marion Clignet                | Judith Arndt                  | Rasa Mazeikyte             |
| 2000 | Yvonne McGregor               | Judith Arndt                  | Jelena Tsalych             |
| 2001 | Leontien Zijlaard-van Moorsel | Olga Sljusareva               | Jelena Tsalych             |
| 2002 | Leontien Zijlaard-van Moorsel | Olga Sljusareva               | Katherine Bates            |
| 2003 | Leontien Zijlaard-van Moorsel | Katie Mactier                 | Olga Sljusareva            |
| 2004 | Sarah Ulmer                   | Katie Mactier                 | Jelena Tsalych             |
| 2005 | Katie Mactier                 | Katherine Bates               | Karin Thürig               |
| 2006 | Sarah Hammer                  | Olga Sljusareva               | Katie Mactier              |
| 2007 | Sarah Hammer                  | Rebecca Romero                | Katie Mactier              |
| 2008 | Rebecca Romero                | Sarah Hammer                  | Katie Mactier              |
| 2009 | Alison Shanks                 | Wendy Houvenaghel             | Vilija Sereikaitė          |
| 2010 | Sarah Hammer                  | Wendy Houvenaghel             | Vilija Sereikaitė          |
| 2011 | Sarah Hammer                  | Alison Shanks                 | Vilija Sereikaitė          |
| 2012 | Alison Shanks                 | Wendy Houvenaghel             | Ashlee Ankudinoff          |
| 2013 | Sarah Hammer                  | Amy Cure                      | Annette Edmondson          |
| 2014 | Joanna Rowsell                | Sarah Hammer                  | Amy Cure                   |
| 2015 | Rebecca Wiasak                | Jennifer Valente              | Amy Cure                   |
| 2016 | Rebecca Wiasak                | Malgorzata Wojtyra            | Annie Foreman-Mackey       |
| 2017 | Chloé Dygert                  | Ashlee Ankudinoff             | Kelly Catlin               |
| 2018 | Chloé Dygert                  | Annemiek van Vleuten          | Kelly Catlin               |
| 2019 | Ashlee Ankudinoff             | Lisa Brennauer                | Lisa Klein                 |
| 2020 | Chloé Dygert                  | Lisa Brennauer                | Franziska Brausse          |
| 2021 | Lisa Brennauer                | Franziska Brausse             | Mieke Kröger               |
| 2022 | Franziska Brausse             | Bryony Botha                  | Josie Knight               |
| 2023 | Chloé Dygert                  | Franziska Brausse             | Bryony Botha               |
| 2024 | Anna Morris                   | Chloé Dygert                  | Bryony Botha               |